# Заячья (приток Тухсигата)
Заячья — река в России, протекает по Каргасокскому району Томской области. Устье реки находится в 63 км по правому берегу реки Тухсигат. Длина реки составляет 29 км.

## Данные водного реестра
По данным государственного водного реестра России относится к Верхнеобскому бассейновому округу, водохозяйственный участок реки — Васюган, речной подбассейн реки — Васюган. Речной бассейн реки — (Верхняя) Обь до впадения Иртыша.